# رعاشة أبنوسية
رعاشة أبنوسية أو رعاشة سوداء الأجنحة (الاسم العلمي: Calopteryx maculata) (بالإنجليزية: demoiselle bistrée, ebony jewelwing, Ebony Jewelwing)‏ هي نوع من الحشرات يتبع جنس الرعاشة من فصيلة الرعاشية.

## معرض صور

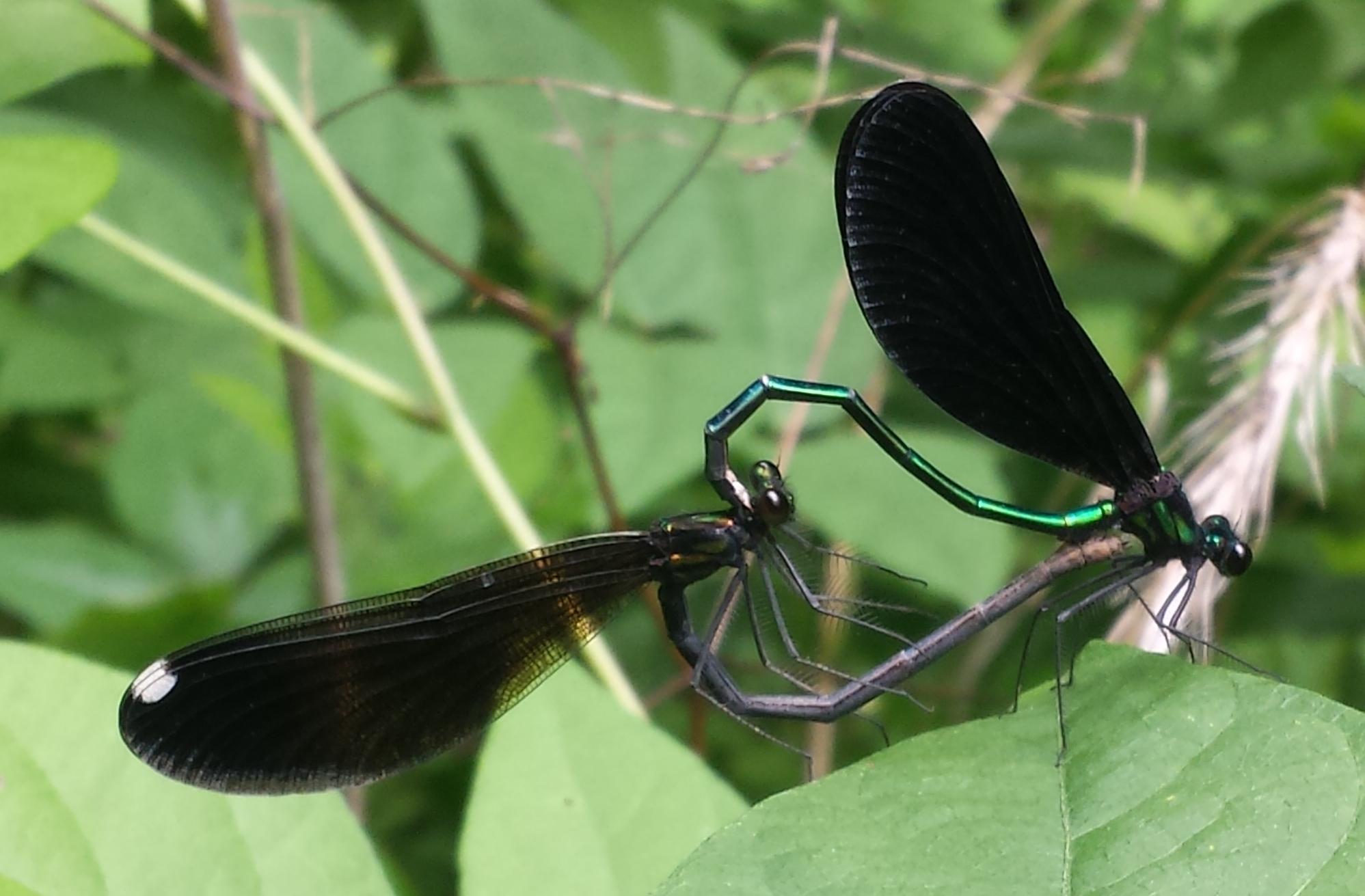
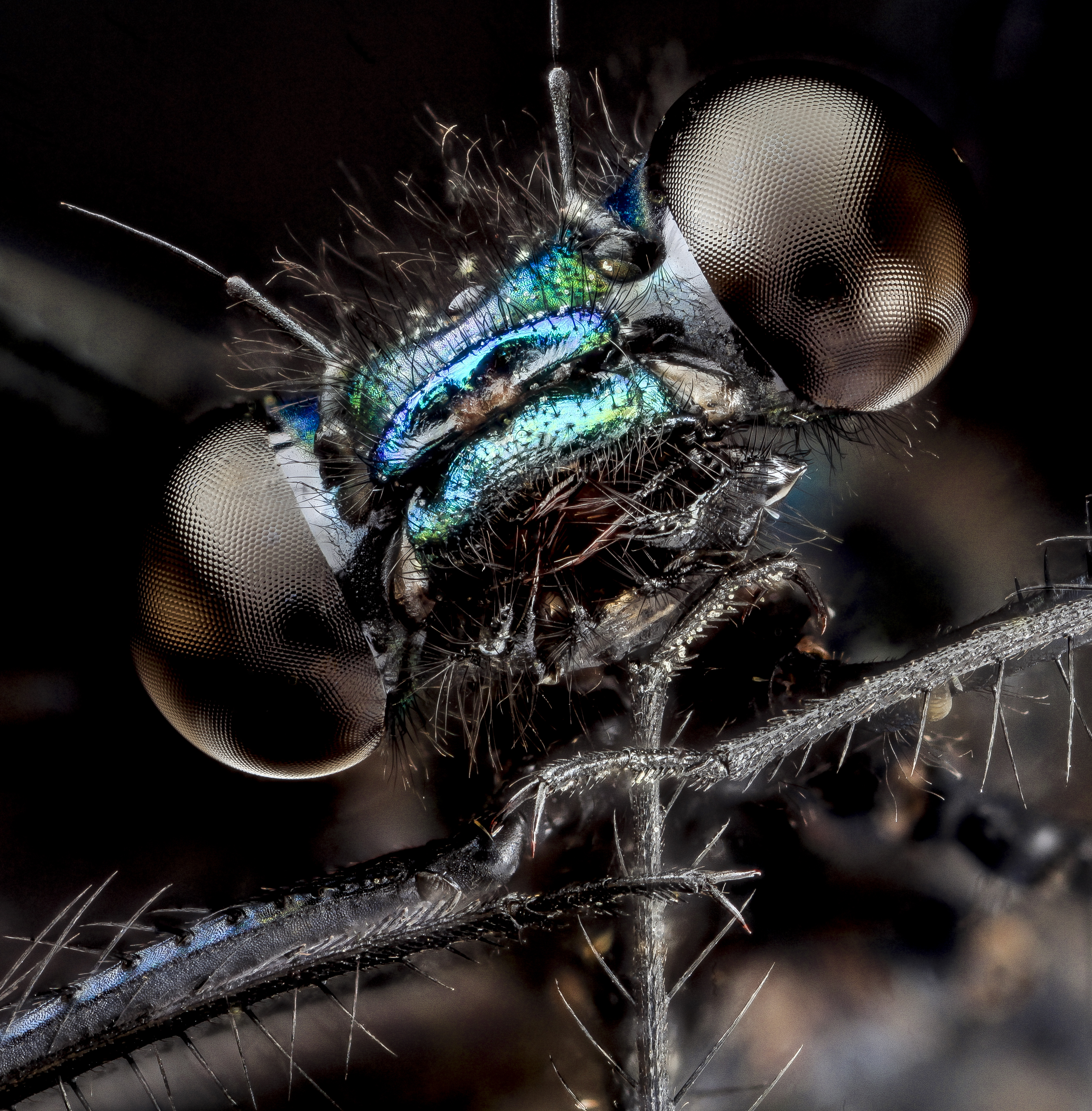
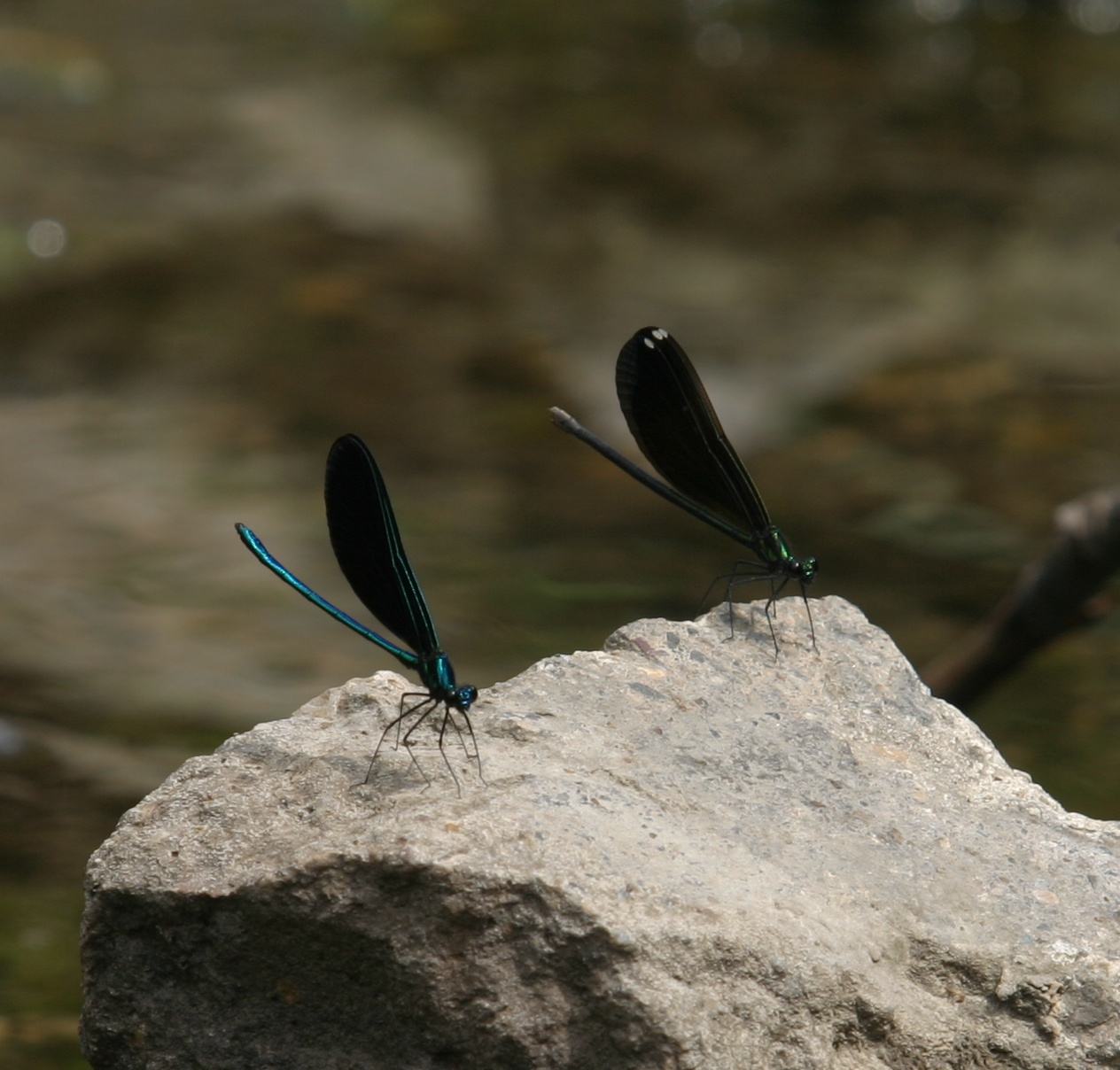
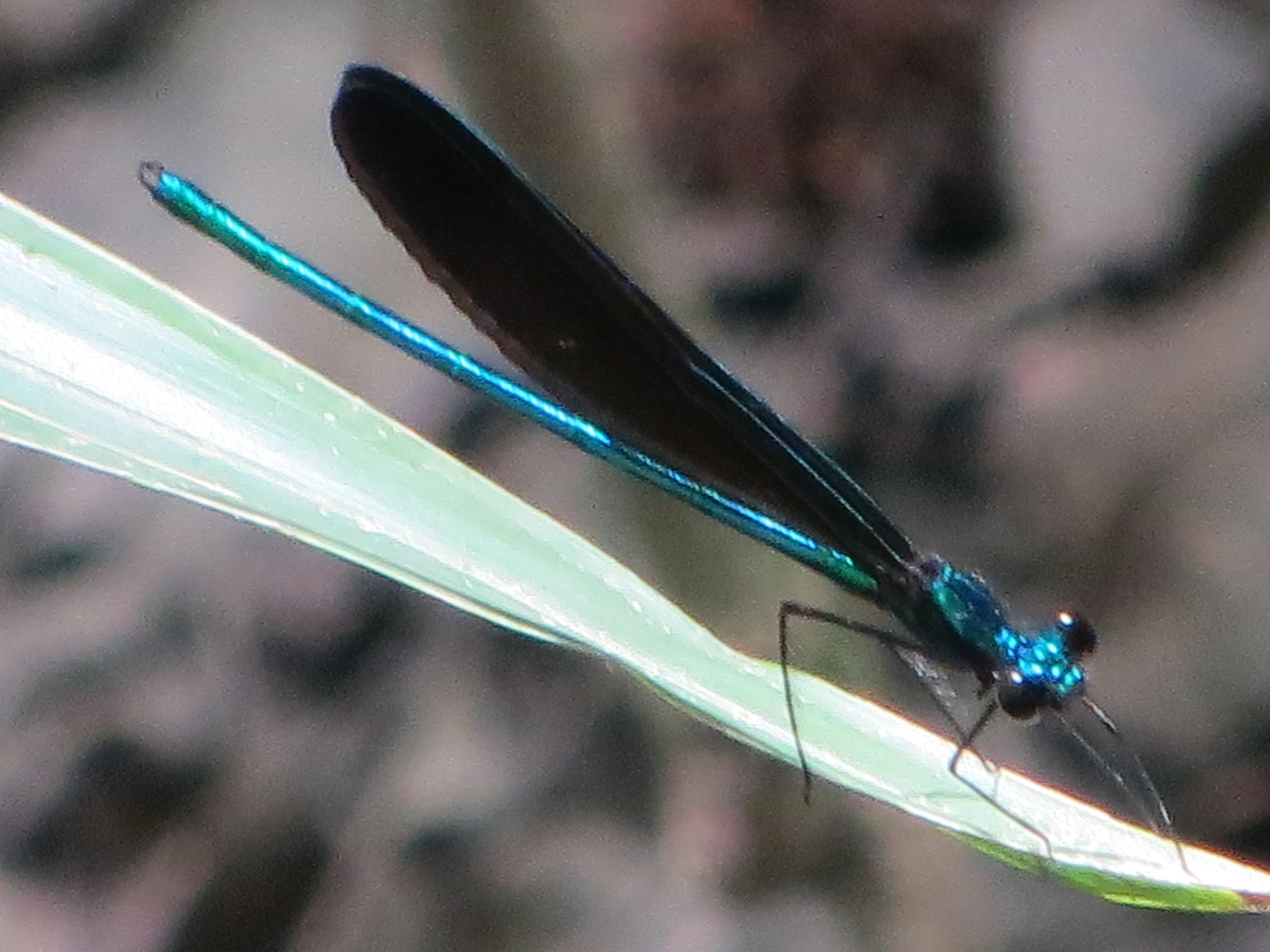